# Dirk Cussler
Dirk Cussler (* 1961 in den Vereinigten Staaten) ist ein US-amerikanischer Schriftsteller.
Er ist der Sohn des Bestsellerautors Clive Cussler, dessen bekanntester Held Dirk Pitt seinen Vornamen trägt. Seit dem 2004 erschienenen Buch Black Wind ist der früher in der Finanzwelt tätige Dirk Cussler Co-Autor bei den Pitt-Romanen seines Vaters.
Ebenso ist er Beiratsvorsitzender der nach dem fiktiven Vorbild von seinem Vater gegründeten Non-Profit-Organisation National Underwater and Marine Agency (NUMA).